# マリンプロテクター型沿岸警備艇
マリンプロテクター型沿岸警備艇（英語: Marine Protector-class coastal patrol boat）はアメリカ沿岸警備隊の沿岸哨戒艇の艦級。艦名は主に海生動物に由来する。

## 設計

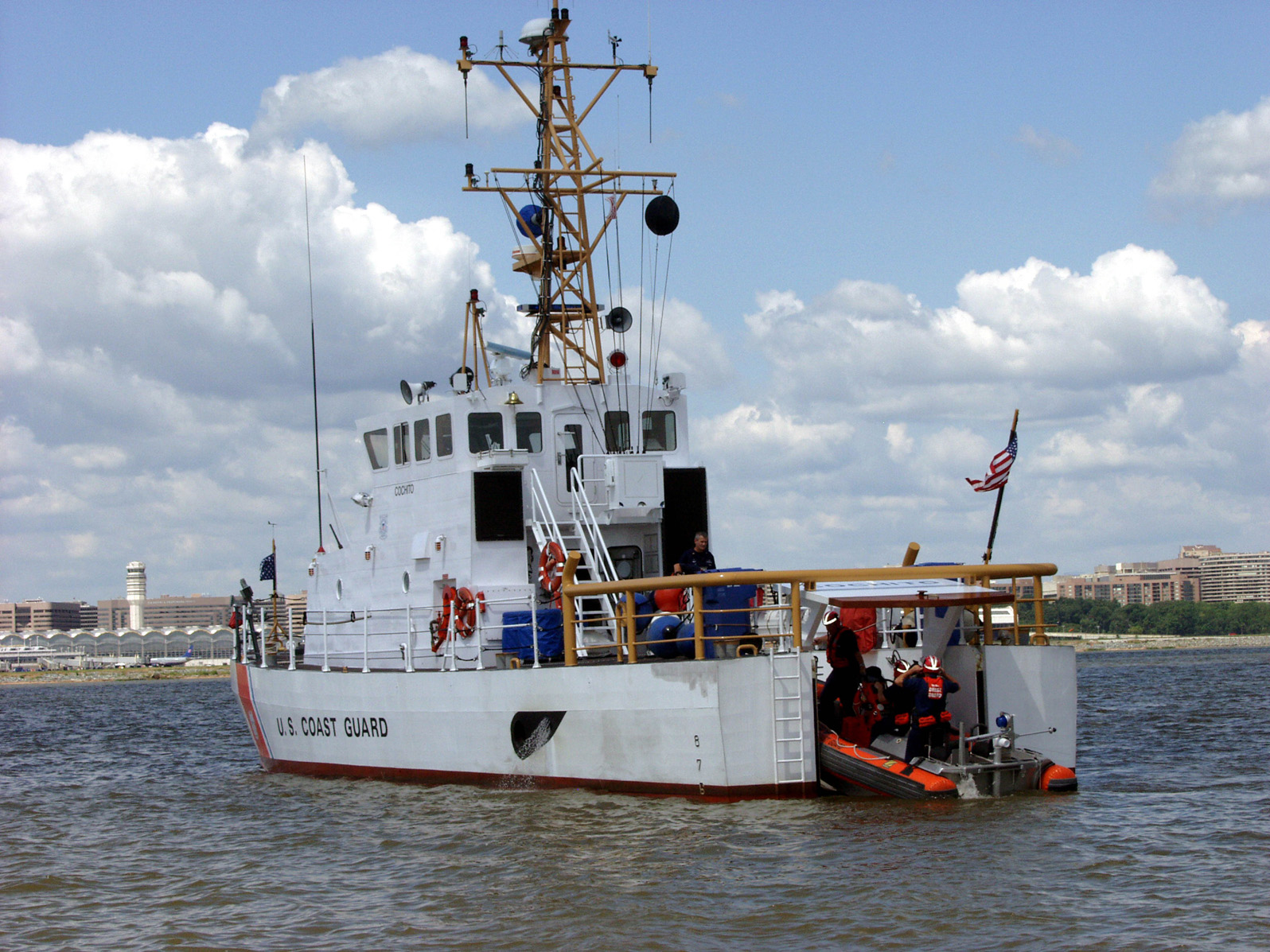
艇尾ランプからボートを下ろすUSCGC コチート

麻薬密輸業者との戦闘や不法移民船・密漁船の摘発、捜索救難の支援を主な任務としている。アメリカ同時多発テロ事件以降、港湾・水路・沿岸部の哨戒を通じて国内の安全保障業務にも就いている。
本型の設計は、ダーメン・グループのSTANPAT-2600にもとづいている。主船体は鋼製、上部構造物はロシア製のアルミニウム合金押出成形材によって造られている。なお沿岸警備隊の他の新型艦艇と同様に、マリンプロテクター型沿岸警備艇もマルチジェンダー化が図られている。乗船スペースが5室設けられており、標準では10名、最大で11名が乗船できるようになっている。
主機関としては、V型8気筒のMTU 8V396 TE94ディーゼルエンジンが採用された。最高速度26ノット（48km/h）で航行したときの燃費は毎時165ガロン（625リットル）である。
本型の特徴が、搭載艇の着水・揚収装置である。前任の82フィート型カッター（ポイント級では、クレーンを使ってインフレータブル・ボートを着水・揚収するために5分以上停泊する必要があった。これに対し、本型では艇尾にランプを備えており、迅速に臨検チームが乗った複合艇を展開できるようになっている。このランプは、波高2.5メートルまでの海況で用いることができる。搭載艇としては、4.6メートル型のアンバーAM 550-CPBが用いられているが、これはヤンマー製ディーゼルエンジンによってノースアメリカン製ウォータージェット推進器を駆動し、30ノットを発揮できる。

## 配備
建造はルイジアナ州ロックポートのボリンジャー造船所で行われた。1999年に沿岸警備隊は2002年の取得を目標に50隻の発注を行った。その後、何度か追加発注が行われ、最終的には73番艇となるUSCGC シーフォックスが2009年10月に竣工・就役した。本型の就役に伴い、ポイント級カッターは2003年までに退役している。
さらにFMS（対外有償軍事援助）でマルタとイエメンに2艇ずつ売却された。

### 同型艦一覧
| #         | 艇名                                  | 配備港                                    | 由来                                      |
| --------- | ------------------------------------- | ----------------------------------------- | ----------------------------------------- |
| WPB-87301 | バラクーダ USCGC Barracuda            | ユーレカ (カリフォルニア州)               | カマス                                    |
| WPB-87302 | ハンマーヘッド USCGC Hammerhead       | ウッズホール (マサチューセッツ州)         | シュモクザメ                              |
| WPB-87303 | マコ USCGC Mako                       | ケープ・メイ (ニュージャージー州)         | アオザメ                                  |
| WPB-87304 | マーリン USCGC Marlin                 | フォートマイヤーズ・ビーチ (フロリダ州)   | マカジキ                                  |
| WPB-87305 | スティングレイ USCGC Stingray         | モービル (アラバマ州)                     | アカエイ                                  |
| WPB-87306 | ドラド USCGC Dorado                   | クレセントシティ (カリフォルニア州)       | シイラ                                    |
| WPB-87307 | オスプレイ USCGC Osprey               | ポート・タウンセンド (ワシントン州)       | ミサゴ                                    |
| WPB-87308 | チヌーク USCGC Chinook                | ニューロンドン (コネチカット州)           | マスノスケ                                |
| WPB-87309 | アルバコア USCGC Albacore             | リトル・クリーク (バージニア州)           | ビンナガ                                  |
| WPB-87310 | ターポン USCGC Tarpon                 | ティビー・アイランド (ジョージア州)       | ターポン                                  |
| WPB-87311 | コビア USCGC Cobia                    | モービル (アラバマ州)                     | スギ                                      |
| WPB-87312 | ホークスビル USCGC Hawksbill          | モントレー (カリフォルニア州)             | タイマイ                                  |
| WPB-87313 | コーモラント USCGC Cormorant          | フォート・ピアス (フロリダ州)             | ウ                                        |
| WPB-87314 | フィンバック USCGC Finback            | ケープ・メイ (ニュージャージー州)         | ナガスクジラ                              |
| WPB-87315 | アンバージャック USCGC Amberjack      | サウス・パドリー・アイランド (テキサス州) | カンパチ                                  |
| WPB-87316 | キティウェーク USCGC Kittiwake        | リフエ (ハワイ州)                         | ミツユビカモメ                            |
| WPB-87317 | ブラックフィン USCGC Blackfin         | サンタバーバラ (カリフォルニア州)         | タイセイヨウマグロ                        |
| WPB-87318 | ブルーフィン USCGC Bluefin            | フォート・ピアス (フロリダ州)             | クロマグロ                                |
| WPB-87319 | イエローフィン USCGC Yellowfin        | チャールストン (サウスカロライナ州)       | キハダマグロ                              |
| WPB-87320 | マンタ USCGC Manta                    | フリーポート (テキサス州)                 | オニイトマキエイ                          |
| WPB-87321 | コーホー USCGC Coho                   | パナマシティ (フロリダ州)                 | ギンザケ                                  |
| WPB-87322 | キングフィッシャー USCGC Kingfisher   | メイポート (フロリダ州)                   | カワセミ                                  |
| WPB-87323 | シーホーク USCGC Seahawk              | カラベル (フロリダ州)                     | トウゾクカモメ                            |
| WPB-87324 | スチールヘッド USCGC Steelhead        | ポート・アランサス (テキサス州)           | ニジマス                                  |
| WPB-87325 | ベルーガ USCGC Beluga                 | リトル・クリーク (バージニア州)           | ベルーガ（シロイルカ）                    |
| WPB-87326 | ブラックチップ USCGC Bracktip         | オックスナード (カリフォルニア州)         | カマストガリザメ                          |
| WPB-87327 | ペリカン USCGC Pelican                | アビビル (ルイジアナ州)                   | ペリカン                                  |
| WPB-87328 | リドリー USCGC Ridley                 | モントーク (ニューヨーク州)               | ヒメウミガメ                              |
| WPB-87329 | コチート USCGC Cochito                | リトル・クリーク (バージニア州)           | コガシラネズミイルカ                      |
| WPB-87330 | マノウォー USCGC Manowar              | ガルベストン (テキサス州)                 | カツオノエボシ                            |
| WPB-87331 | モレイ USCGC Moray                    | ジョーンズポート (メイン州)               | ウツボ                                    |
| WPB-87332 | レザービル USCGC Razorbill            | ガルフポート (ミシシッピ州)               | オオハシウミガラス                        |
| WPB-87333 | アデリー USCGC Adelie                 | ポートエンジェルス (ワシントン州)         | アデリーペンギン                          |
| WPB-87334 | ガネット USCGC Gannet                 | ダニア (フロリダ州)                       | カツオドリ                                |
| WPB-87335 | ナーワル USCGC Narwhal                | コロナ・デル・マール (カリフォルニア州)   | イッカク                                  |
| WPB-87336 | スタージョン USCGC Sturgeon           | グランド・アイル (ルイジアナ州)           | チョウザメ                                |
| WPB-87337 | ソックアイ USCGC Sockeye              | ボデガ・ベイ (カリフォルニア州)           | ベニザケ                                  |
| WPB-87338 | アイビス USCGC Ibis                   | ケープ・メイ (ニュージャージー州)         | トキ                                      |
| WPB-87339 | ポンパーノ USCGC Pompano              | ガルフポート (ミシシッピ州)               | コバンアジ                                |
| WPB-87340 | ハリバット USCGC Halibut              | マリナ・デル・レイ (カリフォルニア州)     | オヒョウ                                  |
| WPB-87341 | ボニート USCGC Bonito                 | ペンサコーラ (フロリダ州)                 | ハガツオ                                  |
| WPB-87342 | シュライク USCGC Shrike               | ポート・カナベラル (フロリダ州)           | モズ                                      |
| WPB-87343 | ターン USCGC Tern                     | サンフランシスコ (カリフォルニア州)       | アジサシ                                  |
| WPB-87344 | ヘロン USCGC Heron                    | サビーン・パス (テキサス州)               | サギ                                      |
| WPB-87345 | ワフー USCGC Wahoo                    | ポートエンジェルス (ワシントン州)         | カマスサワラ                              |
| WPB-87346 | フライングフィッシュ USCGC Flyingfish | ボストン (マサチューセッツ州)             | トビウオ                                  |
| WPB-87347 | ハダック USCGC Haddock                | サンディエゴ (カリフォルニア州)           | コダラ                                    |
| WPB-87348 | ブラント USCGC Brant                  | コーパスクリスティ (テキサス州)           | コクガン                                  |
| WPB-87349 | シアウォーター USCGC Shearwater       | ポーツマス (バージニア州)                 | ミズナギドリ                              |
| WPB-87350 | ペトレル USCGC Petrel                 | サンディエゴ (カリフォルニア州)           | ウミツバメ                                |
| WPB-87352 | シー・ライオン USCGC Sea Lion         | ベリンハム (ワシントン州)                 | アシカ                                    |
| WPB-87353 | スキップジャック USCGC Skipjack       | ガルベストン (テキサス州)                 | カツオ                                    |
| WPB-87354 | ドルフィン USCGC Dolphin              | マイアミ (フロリダ州)                     | イルカ                                    |
| WPB-87355 | ホーク USCGC Hawk                     | セントピーターズバーグ (フロリダ州)       | タカ                                      |
| WPB-87356 | セイルフィッシュ USCGC Sailfish       | サンディフック (ニュージャージー州)       | バショウカジキ                            |
| WPB-87357 | ソーフィッシュ USCGC Sawfish          | キーウェスト (フロリダ州)                 | ノコギリエイ                              |
| WPB-87358 | ソードフィッシュ USCGC Swordfish      | ポートエンジェルス (ワシントン州)         | メカジキ                                  |
| WPB-87359 | タイガーシャーク USCGC Tiger Shark    | ニューポート (ロードアイランド州)         | イタチザメ                                |
| WPB-87360 | ブルーシャーク USCGC Blue Shark       | エバレット (ワシントン州)                 | ヨシキリザメ                              |
| WPB-87361 | シーホース USCGC Sea Horse            | ポーツマス (バージニア州)                 | タツノオトシゴ                            |
| WPB-87362 | シーオッター USCGC See Otter          | サンディエゴ (カリフォルニア州)           | ラッコ                                    |
| WPB-87363 | マナティー USCGC Manatee              | コーパスクリスティ (テキサス州)           | マナティー                                |
| WPB-87364 | アヒ USCGC Ahi                        | ホノルル (ハワイ州)                       | メバチのハワイ語名                        |
| WPB-87365 | パイク USCGC Pike                     | サンフランシスコ (カリフォルニア州)       | パイク（カワカマス）                      |
| WPB-87366 | テラピン USCGC Terrapin               | ベリンハム (ワシントン州)                 | キスイガメなど汽水域に 住む亀の総称       |
| WPB-87367 | シードラゴン USCGC Sea Dragon         | キングス・ベイ (ジョージア州)             | ウィーディーシードラゴン                  |
| WPB-87368 | シーデビル USCGC Sea Devil            | バンゴール (ワシントン州)                 | オニイトマキエイ (マンタ)の別名           |
| WPB-87369 | クロコダイル USCGC Crocodile          | セントピーターズバーグ (フロリダ州)       | クロコダイル                              |
| WPB-87370 | ダイヤモンドバック USCGC Diamondback  | マイアミビーチ (フロリダ州)               | キスイガメ                                |
| WPB-87371 | リーフシャーク USCGC Reef Shark       | サンフアン (プエルトリコ)                 | ペレスメジロザメなど サンゴ礁域に棲むサメ |
| WPB-87372 | アリゲーター USCGC Alligator          | セントピーターズバーグ (フロリダ州)       | アリゲーター                              |
| WPB-87373 | シードッグ USCGC Sea Dog              | キングス・ベイ (ジョージア州)             | ツノザメ目に属する サメの総称             |
| WPB-87374 | シーフォックス USCGC Sea Fox          | バンゴール (ワシントン州)                 | オナガザメ                                |